# Krusatodon
Krusatodon — рід вимерлих докодонтових ссавців із середньої юри Сполученого Королівства. Він відомий з формації Форест Мармур, Кіртлінгтон, в Англії, а також з одного корінного зуба в формації Кілмалуаг на острові Скай, Шотландія.
Krusatodon відомий лише з кількох окремих корінних зубів, але, як і всі докодонтанові, ці зуби мають складніші горбки, ніж інші групи ранніх ссавців. Назва Krusatodon на честь палеонтолога доктора Георга Крусата, який провів важливі дослідження докодонтів.